# Springschans

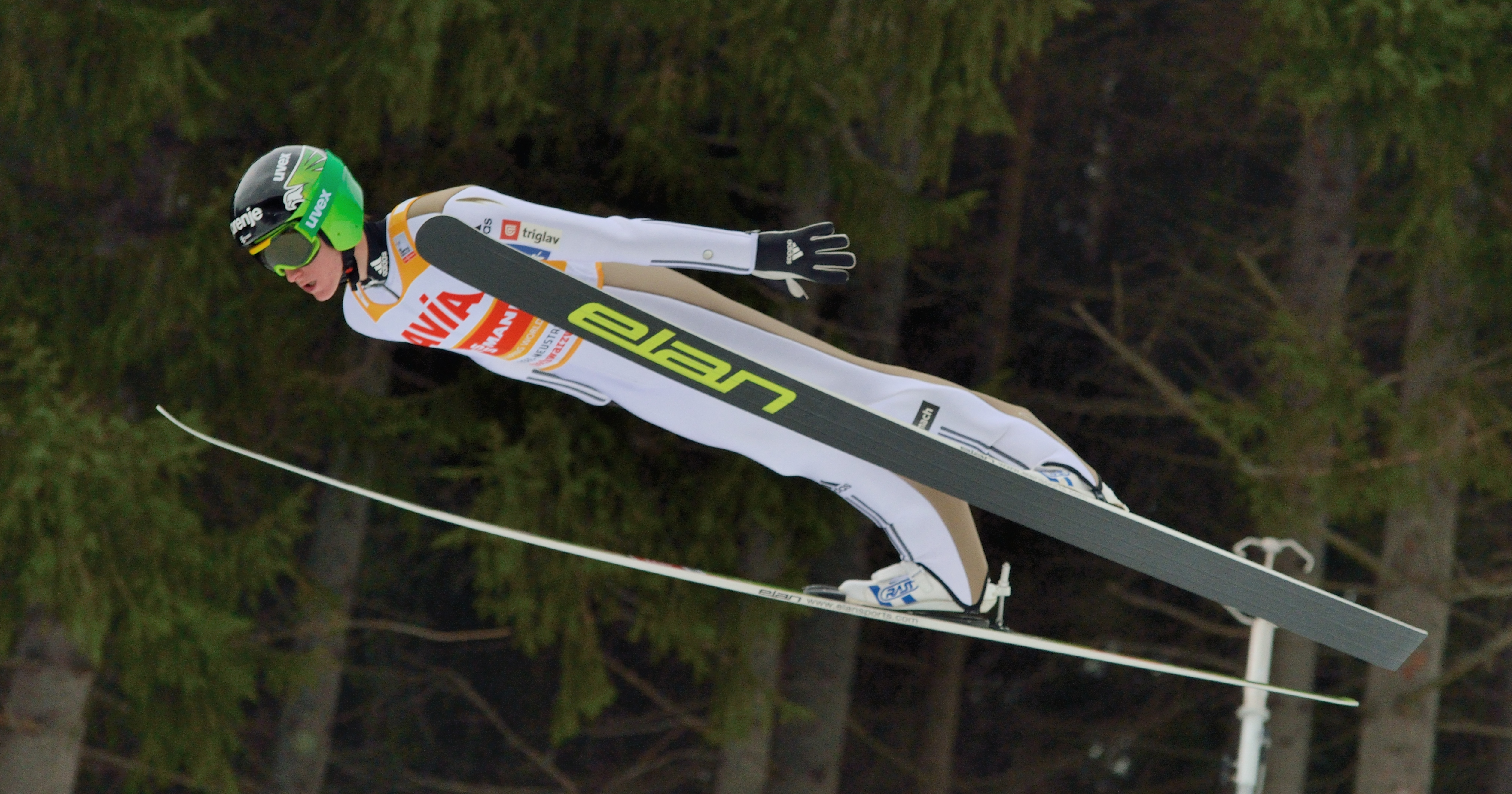
Een schansspringer.

Een springschans is een soort hellend vlak waarmee de horizontale snelheid van een mobiel object wordt omgezet in een opwaartse snelheid. De meest bekende toepassing is bij het schansspringen in de wintersport. Maar een opwaarts hellend vlak wordt ook gebruik bij het mountainbiken, in de auto- en motorsport en op vliegdekschepen.

## Wintersport
Bij deze uit de Noorse provincie Telemark stammende vorm van wintersport wordt op ski's van een helling gesprongen, met de bedoeling zowel zo ver mogelijk als zo mooi mogelijk te springen. Aanvankelijk werden stapels hout en daken als schans gebruikt. De eerste gemeten sprong dateert van 1808, en op de Olympische Winterspelen in 1924 stond het schansspringen voor het eerst op het programma. 

## Voertuigen
In bikeparks worden schansen gebouwd om het springen met mountainbikes te oefenen, soms met ongevallen tot gevolg. Ook met auto’s en motoren kan over schansen gesprongen worden, vaak als stunt.

## Vliegdekschepen

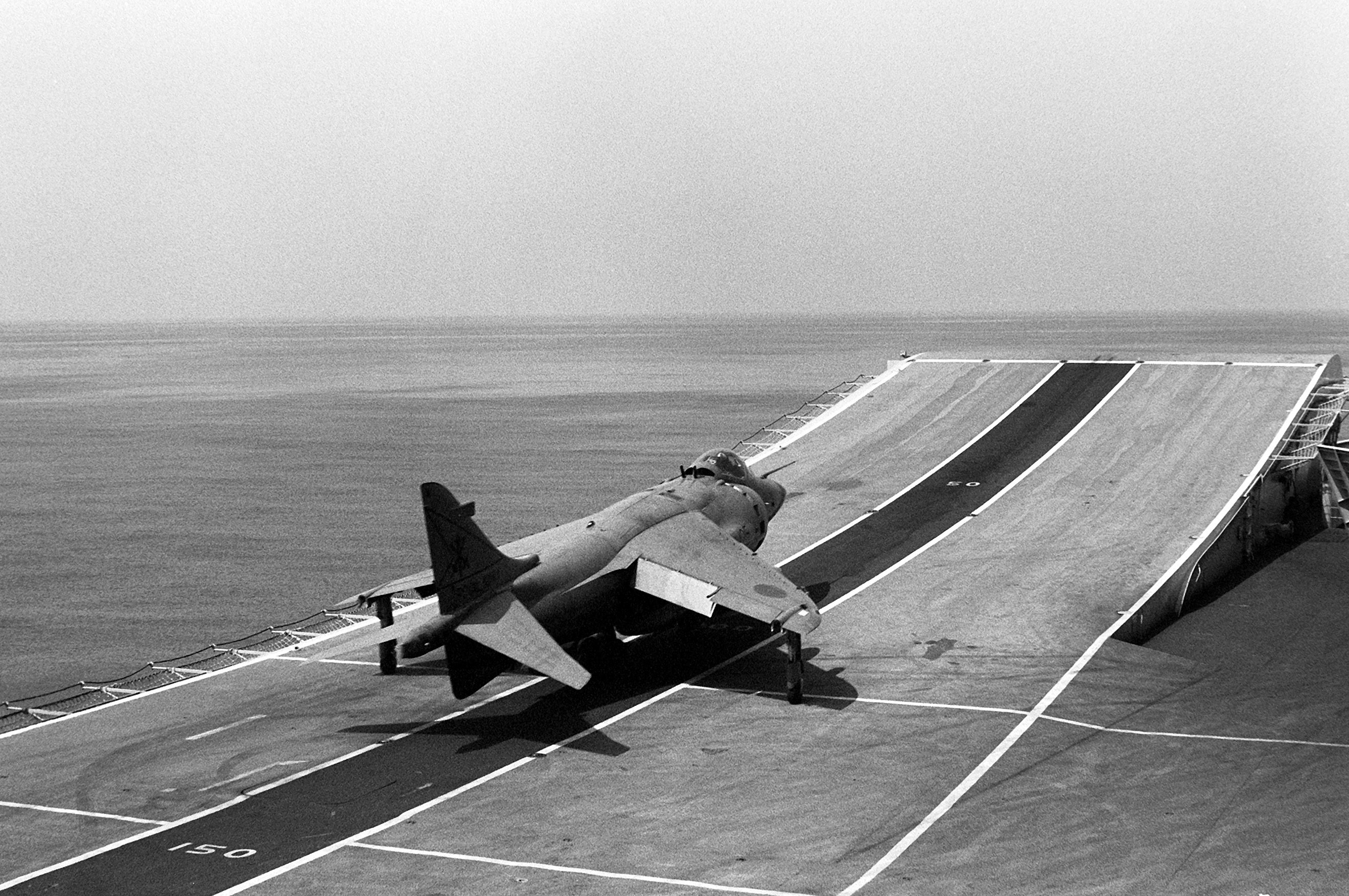
Sea Harrier op de schans van het vliegdekschip HMS Invincible

In de luchtvaart is een springschans (Engels ski-jump) een naar boven gebogen helling waarmee vliegtuigen kunnen opstijgen van een baan die korter is dan de vereiste startbaanlengte van het vliegtuig, wat meestal het geval is op vliegdekschepen. Door het vliegtuig op deze manier te laten starten kan het opstijgen worden vergemakkelijkt. Het vliegtuig versnelt dan verder in de lucht in plaats van op de startbaan. Springschansen werden vaak gebruikt om vliegtuigen te lanceren van vliegdekschepen die nog niet over een lanceerkatapult beschikten. De VSTOL Sea harrier werd (in het verleden) op deze manier gelanceerd vanaf een vliegdekschip.